# جونگ یونگ جو
جونگ یونگ جو (کره‌ای: 정영주؛ زادهٔ ۲۳ مه ۱۹۷۱) بازیگر اهل کره جنوبی است. او بیشتر به خاطر ایفای نقش در مجموعه‌های تلویزیونی مون‌شاین (۲۰۲۱)، یک روز خوب برای سگ بودن (۲۰۲۳)، دونده دوست‌داشتنی (۲۰۲۴) و خانم شب و روز (۲۰۲۴) شناخته می‌شود.

## زندگی شخصی
جونگ یونگ جو در سال ۲۰۰۰ با مردی غیر سلبریتی ازدواج کرد. آن‌ها در سال ۲۰۰۲ صاحب پسری به نام نو ته یو شدند. این زوج در سال ۲۰۱۳ از یکدیگر جدا شدند و حضانت فرزند به مادر واگذار شد. با این حال، جونگ در سال ۲۰۲۴ اعلام کرد که همچنان با مادر شوهر سابق خود در ارتباط است؛ زنی که پس از طلاق در نگهداری فرزندش به او کمک زیادی کرده است. ‏
وی در دوران جوانی برای تأمین معاش، در کنار بازیگری، که در آن زمان درآمد کافی نداشت، مشاغل گوناگونی را تجربه کرد؛ از جمله کار در پمپ بنزین، بازارهای سنتی، مربیگری ایروبیک، گویندگی و غیره. ‏

## فیلم‌شناسی

### مجموعه تلویزیونی
| سال     | عنوان                    | نقش                           | توضیحات                  | منابع         |
| ------- | ------------------------ | ----------------------------- | ------------------------ | ------------- |
| ۲۰۱۵    | سیگنال                   | صاحب رستوران                  |                          | [ ۴ ]         |
| ۲۰۱۶    | آخرین عشق                | نویسنده هوانگ                 |                          |               |
| ۲۰۱۶    | سیندرلا و چهار شوالیه    | زنی از بول‌گیو                 |                          | [ ۵ ]         |
| ۲۰۱۷    | دفتر درخشنده             | چوی سون نیو                   |                          | [ ۶ ]         |
| ۲۰۱۷    | گروه خواهران             | فالگیر تاروت                  | حضور افتخاری، قسمت ۱۲    | [ ۶ ]         |
| ۲۰۱۷    | باشگاه انتقام‌جویان       | جو گیل یون                    |                          | [ ۴ ]         |
| ۲۰۱۷–۱۸ | شعبده‌بازان               | همسر بونگ جانگ وو             |                          | [ ۷ ]         |
| ۲۰۱۸    | آن مرد اوه سو            | هه سوک                        |                          | [ ۸ ]         |
| ۲۰۱۸    | آجوشی من                 | جو ئه ریون                    |                          |               |
| ۲۰۱۸    | پسر خوشتیپ و جونگ اوم    | اوه دو ری                     |                          | [ ۹ ]         |
| ۲۰۱۸    | بذار معرفی کنم           | خانم هوانگ                    |                          | [ ۱۰ ]        |
| ۲۰۱۸    | تریوس پنهانی من          | دستیار سابق در مجلس شورای ملی | حضور افتخاری             | [ ۱۱ ]        |
| ۲۰۱۸    | عشق جادوگر               | خانم سونگ                     |                          |               |
| ۲۰۱۸    | داستان پری               | پری وانگ‌چو                    |                          | [ ۴ ]         |
| ۲۰۱۹    | کشیش بی‌اعصاب             | جونگ دونگ جا                  |                          | [ ۴ ]         |
| ۲۰۱۹    | پسر روان‌سنج              | لی هوا کیونگ                  | حضور افتخاری، قسمت ۱ و ۵ |               |
| ۲۰۱۹    | باغ طلایی                | شین نام سوک                   |                          | [ ۱۲ ]        |
| ۲۰۱۹    | لحظه‌ای در هجده سالگی     | پارک گوم جا                   |                          | [ ۱۳ ] [ ۱۴ ] |
| ۲۰۱۹    | فروشگاه پگاسوس           | یک مشتری در فروشگاه پگاسوس    | حضور افتخاری، قسمت ۴     |               |
| ۲۰۲۰    | کارآموز قدیمی            | اون هه سو                     | حضور افتخاری             | [ ۱۵ ]        |
| ۲۰۲۱    | وینچنزو                  | یک وکیل                       | حضور افتخاری، قسمت ۵     | [ ۱۶ ]        |
| ۲۰۲۱    | نقل مکان به بهشت         | اوه می ران                    |                          | [ ۱۷ ]        |
| ۲۰۲۱    | پنت‌هاوس: جنگ در زندگی ۳  | وانگ اونی                     | حضور افتخاری، قسمت ۱     | [ ۱۸ ]        |
| ۲۰۲۱    | های کلس                  | مگی چن                        |                          | [ ۱۹ ]        |
| ۲۰۲۱    | مون‌شاین                  | ده مو                         |                          | [ ۲۰ ]        |
| ۲۰۲۲    | پلیس‌های تازه‌کار          | لی هی سوک                     |                          | [ ۲۱ ]        |
| ۲۰۲۲    | خواستگاری کاری           | هان می مو                     |                          | [ ۲۲ ]        |
| ۲۰۲۲    | دیگه وقت نمایشه          | یون مین سوک                   |                          |               |
| ۲۰۲۲    | خاطرات رهایی من          | زنی در رستوران                | حضور افتخاری، قسمت ۱۵    | [ ۲۳ ]        |
| ۲۰۲۲    | شیطان درون دریاچه        | خانم کیم                      | درامای ویژه کی‌بی‌اس       |               |
| ۲۰۲۲    | اتصال                    | گه یونگ ران                   |                          |               |
| ۲۰۲۳    | گوکدو: فصل خدا           | دختر یک بیمار فوت شده         | حضور افتخاری             | [ ۲۴ ]        |
| ۲۰۲۳    | رود هان                  | خانم چوی                      |                          |               |
| ۲۰۲۳    | یک روز خوب برای سگ بودن  | شین می سون                    |                          | [ ۲۵ ]        |
| ۲۰۲۴    | دونده دوست‌داشتنی         | پارک بوک سون                  |                          | [ ۲۶ ] [ ۲۷ ] |
| ۲۰۲۴    | خانم شب و روز            | ایم چونگ                      |                          | [ ۲۸ ] [ ۲۹ ] |
| ۲۰۲۴    | پارتنر خوب               | گو یو سون                     | حضور افتخاری، قسمت ۵     |               |
| ۲۰۲۴    | تاروت                    | چون میونگ جو                  |                          |               |
| ۲۰۲۴    | کسب‌وکار شریف             | هو یونگ جا                    |                          | [ ۳۰ ] [ ۳۱ ] |
| ۲۰۲۵    | وقتی ستاره‌ها نجوا می‌کنند | جونگ نا می                    |                          | [ ۳۲ ] [ ۳۳ ] |